# Mønsvej (Vordingborg)
 Mønsvej  er en to sporet omfartsvej der går nord om Vordingborg og Nyråd. Vejen er en del af primærrute 59 der går imellem Vordingborg og Stege.
Den er med til at lede trafikken der skal mod Sydmotorvejen E47/ E55 og Møn uden om Vordingborg og Nyråd, så byerne ikke bliver belastet af for meget trafik.
Vejen forbinder Brovejen i øst med Sydmotorvejen E47/E55 i vest, og har forbindelse til Græsbjergvej, Nyråd Skovstræde og Kalvehavevej.